# Coppa del Generalissimo 1959 (hockey su pista)
La Coppa del Generalissimo 1959 è stata la 16ª edizione della principale coppa nazionale spagnola di hockey su pista. Il torneo ha avuto luogo dal 28 al 30 giugno 1959.
Il trofeo è stato vinto dal Sabadell per la prima volta nella sua storia superando nel girone il Voltregà.

## Squadre partecipanti
- Espanyol
- Femsa Madrid
- Sabadell
- Voltregà

## Risultati
| Squadra 1      | Risultato | Squadra 2    |
| -------------- | --------- | ------------ |
| 28 giugno 1959 |           |              |
| Sabadell       | 2 - 2     | Espanyol     |
| Voltregà       | 10 - 2    | Femsa Madrid |
| 29 giugno 1959 |           |              |
| Espanyol       | 11 - 3    | Femsa Madrid |
| Voltregà       | 1 - 4     | Sabadell     |
| 30 giugno 1959 |           |              |
| Sabadell       | 7 - 0     | Femsa Madrid |
| Voltregà       | 5 - 4     | Espanyol     |

| Squadra      | Pt | G | V | N | P | GF | GS | DG  |
| ------------ | -- | - | - | - | - | -- | -- | --- |
| Sabadell     | 5  | 3 | 2 | 1 | 0 | 13 | 3  | +10 |
| Voltregà     | 4  | 3 | 2 | 0 | 1 | 16 | 10 | +6  |
| Espanyol     | 3  | 3 | 1 | 1 | 1 | 17 | 10 | +7  |
| Femsa Madrid | 0  | 3 | 0 | 0 | 3 | 5  | 28 | -23 |